# Powellisetia bilirata
Powellisetia bilirata är en snäckart som beskrevs av Winston F. Ponder 1965. Powellisetia bilirata ingår i släktet Powellisetia och familjen Rissoidae. Inga underarter finns listade i Catalogue of Life.